# Demonios en el jardín
Demonios en el jardín es una película española de 1982 escrita y dirigida por Manuel Gutiérrez Aragón y protagonizada por Ángela Molina, Ana Belén, Imanol Arias y Encarna Paso. Obtuvo, entre otros premios, el equivalente a la Concha de Oro a la mejor película en el Festival de Cine de San Sebastián.

## Argumento
Doña Gloria, dueña de una floreciente tienda de comestibles, celebra la boda de su hijo mayor Óscar, con Ana. Su hijo menor, Juan, mantiene relaciones con Ángela. Pese a estar en los años de la posguerra, Gloria celebra un banquete por todo lo alto, pero la celebración termina mal por la violenta pelea entre ambos hermanos. Años más tarde, Juanito, hijo de Juan, que se ha instalado en Madrid, regresa enfermo al jardín de su abuela, allí conocerá los pormenores de un peculiar ambiente familiar.

## Palmarés cinematográfico
Festival Internacional de Cine de San Sebastián
| Año  | Categoría                         | Resultado |
| ---- | --------------------------------- | --------- |
| 1982 | Concha de Oro a la mejor película | Ganadora  |

Fotogramas de Plata 1982
| Categoría               | Persona                 | Resultado  |
| ----------------------- | ----------------------- | ---------- |
| Mejor película española | Mejor película española | Ganadora   |
| Mejor actor de cine     | Imanol Arias            | Candidato  |
| Mejor actriz de cine    | Ana Belén Ángela Molina | Candidatas |

Medallas del Círculo de Escritores Cinematográficos
| Categoría    | Persona      | Resultado |
| ------------ | ------------ | --------- |
| Mejor actriz | Encarna Paso | Ganadora  |

Premios ACE (Nueva York)
| Categoría                 | Persona                 | Resultado |
| ------------------------- | ----------------------- | --------- |
| Mejor película            | Mejor película          | Ganadora  |
| Mejor director            | Manuel Gutiérrez Aragón | Ganador   |
| Mejor actriz protagonista | Ángela Molina           | Ganadora  |
| Mejor actriz secundaria   | Ana Belén               | Ganadora  |
| Mejor actor secundario    | Imanol Arias            | Ganador   |

Otros
- Premios David de Donatello: Premio René Clair a Manuel Gutiérrez Aragón.
- Festival de Cannes: Premio France 3 a la mejor película en la Quincena de Realizadores.
- Festival Internacional de Cine de Moscú: Premio FIPRESCI de la Crítica a la mejor película.
- Premios Sant Jordi: Mejor película española.[2]

## Comentarios del director
Se trataba de contar mi infancia, que fue la de muchos españoles de una época. Un niño siempre es un testigo de cuanto sucede a su alrededor, y el protagonista de Demonios en el jardín pasa de ser testigo a ser un notario de todo lo que le rodea. También quería juntar en cine a Ángela Molina y Ana Belén, las actrices jóvenes más destacadas del momento; ambos personajes se concibieron para ellas.